# Calispepla
Calispepla là một chi thực vật có hoa trong họ Đậu.